# Hearts and Minds (Lost)
"Hearts and Minds" er det trettende afsnit af tv-serien Lost. Episoden blev instrueret af Rod Holcomb og skrevet af Carlton Cuse & Javier Grillo-Marxuach. Det blev første gang udsendt 12. januar 2005, og karakteren Boone Carlyle vises i afsnittets flashbacks.